# Plectranthus harrisii
Plectranthus harrisii là một loài thực vật có hoa trong họ Hoa môi. Loài này được J.K.Morton miêu tả khoa học đầu tiên năm 1962.